# St. Pete Beach
St. Pete Beach – miasto w Stanach Zjednoczonych, w stanie Floryda, w hrabstwie Pinellas.